# تانيا ديفيس
تانيا ديفيس هي كاتبة غنائية ومغنية وكاتِبة وشاعرة وممثلة كندية، ولدت في 1979 في كندا.